# 영암우체국
영암우체국(靈巖郵遞局)은 과학기술정보통신부 우정사업본부 전남지방우정청 소속의 우편물 취급기관이다. 전라남도 영암군 영암읍 남문로 13에 있다.

## 연혁
1907년 10월 1일 개국

## 관할 우체국
|    | 우체국명           | 주소                                 |
| -- | ------------------ | ------------------------------------ |
| 1  | 군서우체국         | 전라남도 영암군 군서면 왕인로 498    |
| 2  | 금정우체국         | 전라남도 영암군 금정면 용두로 5      |
| 3  | 덕진우체국         | 전라남도 영암군 덕진면 새터신정길 72 |
| 4  | 도포우체국         | 전라남도 영암군 도포면 호산로 34     |
| 5  | 미암우체국         | 전라남도 영암군 미암면 미중로 15-5   |
| 6  | 삼호우체국         | 전라남도 영암군 삼호읍 중앙촌길 19   |
| 7  | 서호우체국         | 전라남도 영암군 서호면 서호로 313    |
| 8  | 시종우체국         | 전라남도 영암군 시종면 내동중앙로 40 |
| 9  | 신북우체국         | 전라남도 영암군 신북면 황금동로 64-3 |
| 10 | 영암삼호산단취급소 | 전라남도 영암군 삼호읍 신항길 229    |
| 11 | 영암학산우체국     | 전라남도 영암군 학산면 영산로 22     |